# Змагання «Дружба-84» з боксу
Турнір з боксу на міжнародних змаганнях «Дружба-84» спортсменів з соціалістичних країн, які бойкотували Олімпійські ігри 1984, пройшов у Гавані (Куба) з 18 по 24 серпня 1984 року.
У ньому взяли участь 92 спортсмени з 12 країн. Відбулися бої у 12 вагових категоріях. Змагання стали тріумфом кубинських боксерів, які здобули 11 золотих та 1 срібну медаль.

## Результати

### Медалісти
| Вагова категорія                   | Золото               | Срібло               | Бронза                            |
| Перша найлегша вага (-48 кг)       | Хуан Торрес Оделін   | Каримжан Абдрахманов | Януш Старжик Дітмар Гайліх        |
| Найлегша вага (-51 кг)             | Педро Орландо Реєс   | Збігнєв Раубо        | Янош Вараді Іван Філчев           |
| Легша вага (-54 кг)                | Рамон Ледон          | Юрій Александров     | Галин Колев Клаус-Дітер Кірхштайн |
| Напівлегка вага (-57 кг)           | Адольфо Орта         | Сєрик Нурказов       | Димитр Славчев Йо Рьон Сик        |
| Легка вага (-60 кг)                | Анхель Еррера Вера   | Нергуїн Енхбат       | Інго Бенске Рамон Гіл             |
| Перша напівсередня вага (-63.5 кг) | Канделаріо Дуверхель | В'ячеслав Яновський  | Зігфрід Менерт Імре Бачкаї        |
| Напівсередня вага (-67 кг)         | Торстен Шмітц        | Хосе Луїс Ернандес   | Луїс Гарсія Серік Конакбаєв       |
| Перша середня вага (-71 кг)        | Анхель Еспіноса      | Михаїл Таков         | Міхаель Тімм Шандор Хранек        |
| Середня вага (-75 кг)              | Бернардо Комас       | Генрик Петрич        | Ян Франек Золтан Фюзесі           |
| Напівважка вага (-81 кг)           | Пабло Ромеро         | Володимир Шин        | Лю Голь Хен Мілан Пицка           |
| Важка вага (-91 кг)                | Ерменегільдо Баез    | Дьюла Алвікс         | Олександр Ягубкін Деян Кирилов    |
| Надважка вага (+91 кг)             | Теофіло Стівенсон    | Валерій Абаджян      | Уллі Каден Петар Стоіменов        |

### Медальний залік
| Місце | Держава        |    |    |    | Разом |
| ----- | -------------- | -- | -- | -- | ----- |
| 1     | Куба           | 11 | 1  | 0  | 12    |
| 2     | НДР            | 1  | 0  | 6  | 7     |
| 3     | СРСР           | 0  | 6  | 2  | 8     |
| 4     | Польща         | 0  | 2  | 1  | 3     |
| 5     | Болгарія       | 0  | 1  | 5  | 6     |
| 6     | Угорщина       | 0  | 1  | 4  | 5     |
| 7     | Монголія       | 0  | 1  | 0  | 1     |
| 8     | Венесуела      | 0  | 0  | 2  | 2     |
| 8     | Північна Корея | 0  | 0  | 2  | 2     |
| 8     | Чехословаччина | 0  | 0  | 2  | 2     |
| Разом | 10 держав      | 12 | 12 | 24 | 48    |